# Grundschule „Am Wasserturm“

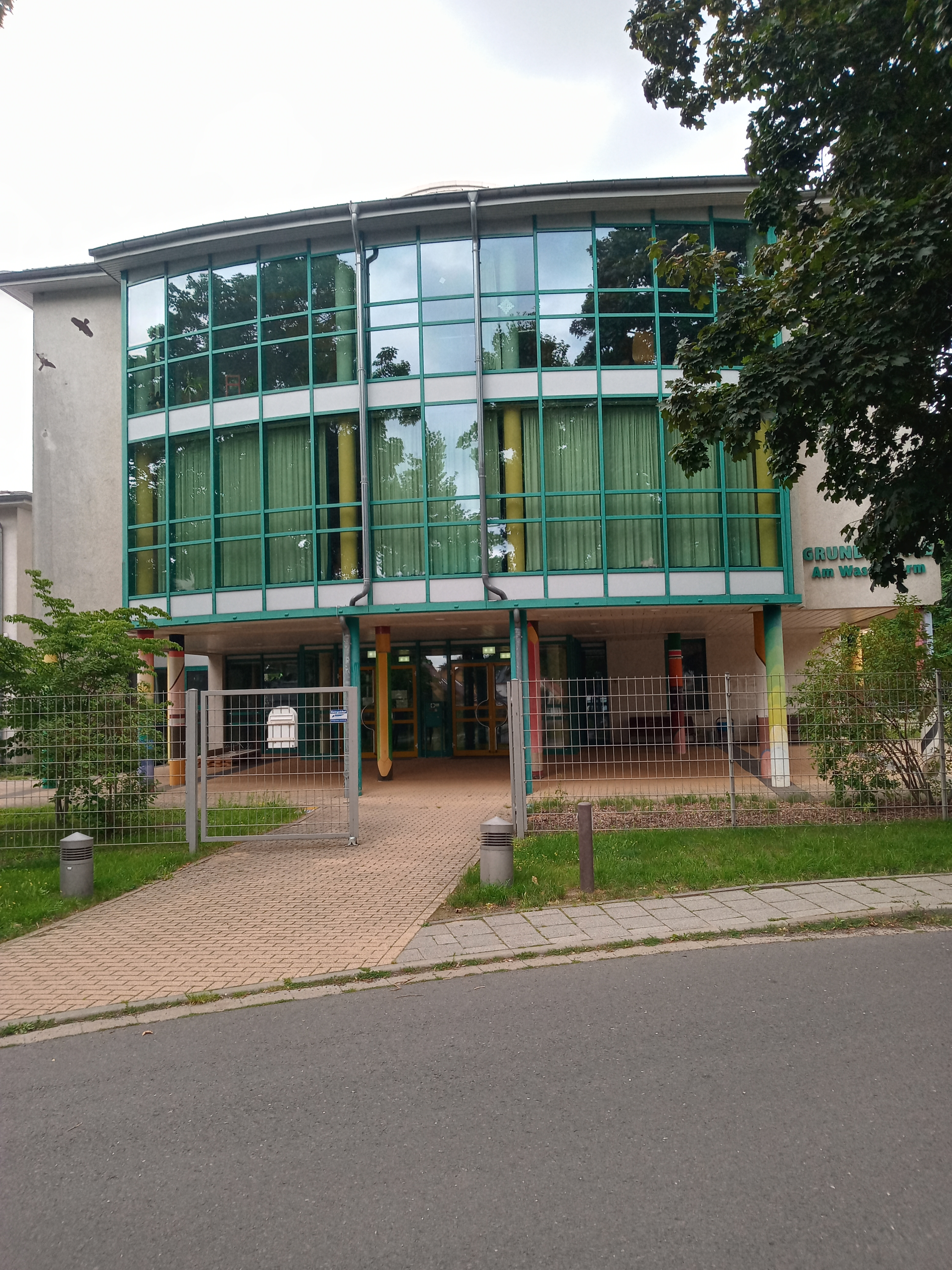
Haupteingang des Hauptgebäudes in der Weißdornallee

Die Grundschule „Am Wasserturm“ in Dallgow-Döberitz im Landkreis Havelland ist die größte Grundschule im Land Brandenburg. Sie ist nach dem denkmalgeschützten Wasserturm in unmittelbarer Nähe benannt.

## Geschichte

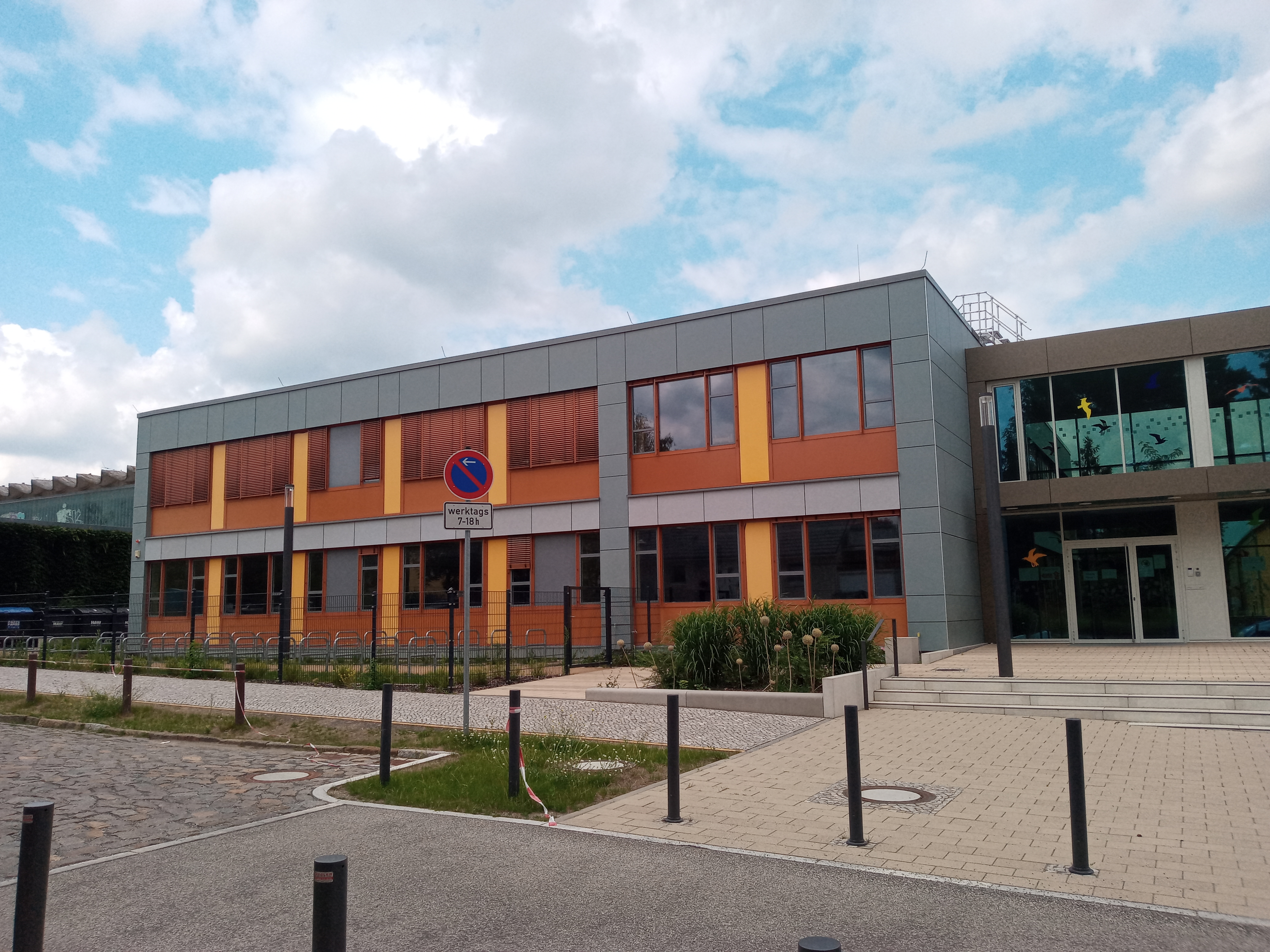
Neubau der Grundschule in der Steinschneiderstraße (2006/2007)

Am 1. April 1938 wurde die Schule als achtklassige Volksschule gegründet. Ab 1959 wurde aus der Schule eine Polytechnische Oberschule, in der bis zur zehnten Klasse gelehrt wurde. 1989 wurde die Schule in Rosa-Luxemburg-Schule umbenannt und nach der Wende als Grundschule weitergeführt. Nach der Jahrtausendwende wurde die Grundschule unter dem heutigen Namen neu eröffnet. 2006 wurde der Neubau der Schule eröffnet, 2007 wurde er schließlich fertiggestellt. Es kam zu diversen Um- und Neubauten. In der Steinschneiderstraße wurde zunächst ein zusätzliches Gebäude errichtet, später musste ein alter, kleiner Nebenbau dem neuen Erweiterungsbau weichen. Der Neubau wurde im Sommer 2020 eröffnet, die Baukosten beliefen sich auf knapp 6 Millionen Euro. Der dreigeschossige Anbau verfügt über zehn Klassenräume und sechs Gemeinschaftsräume sowie Sanitäranlagen. Durch die Erweiterung wurde das Schulgebäude barrierefrei.

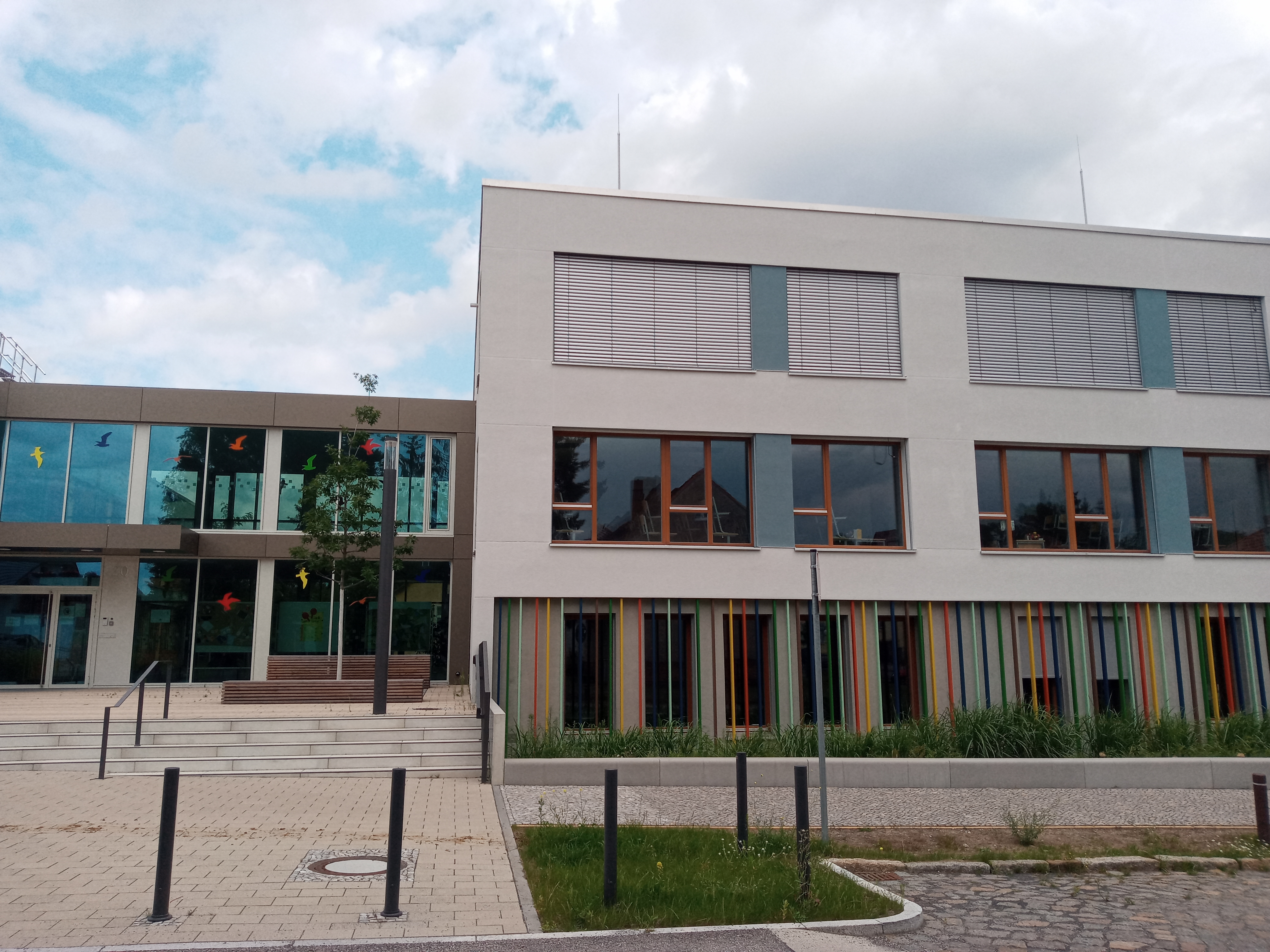
Anbau an den Neubau der Grundschule in der Steinschneiderstraße (2020)

## Lehrangebot
Die 716 Schüler der Schule in insgesamt 32 Klassen unterrichtet. Die Schule verfügt über zwei Standorte. Am Standort in der Weißdornallee 1 werden die Jahrgänge 4 bis 6 unterrichtet, im Standort in der Steinschneiderstraße 20 die 1. bis 3. Klassen. Die Bildungseinrichtung ist als verlässliche Halbtagsgrundschule organisiert; das heißt, dass sechs Zeitstunden pro Tag, in der fünften und sechsten Klasse sieben Zeitstunden pro Tag, unterrichtet werden soll. Jahrgangsübergreifend wird Förderunterricht für wechselnde Fächer angeboten. Bis zur vierten Klasse findet Sachunterricht statt, ab der fünften Klasse werden stattdessen Naturwissenschaften gelehrt. Alleinig in der fünften Klasse wird das Fach WAT (Wirtschaft-Arbeit-Technik) angeboten, ferner nehmen alle Schüler an pädagogischen Maßnahmen teil.

## Arbeitsgemeinschaften
Es werden diverse Arbeitsgemeinschaften angeboten, die größtenteils von außerschulischen Partnern, teils aber auch von Lehrern geleitet werden. Hierzu gehören unter anderem Basketball, Bibliothek, Computer, Foto, Kinderkirche, Kochen, Schach, Schülerzeitung und Theater.

## Pädagogisches Konzept
Die Schulkonferenz beschloss 2004 das Konzept „Bewegte Schule“: „Kinder lernen ganzheitlich – mit allen Sinnen, mit ihren Füßen, Händen und mit ihrem Kopf.“ Hierdurch möchte die Schule dem Lebensalltag und Selbstständigkeit der Kinder gerechter werden. Durch das Konzept der verlässlichen Halbtagsgrundschule sollen dahingegen die Wahlmöglichkeiten der Schüler verbessert werden.
Um die sozialen Kompetenzen der Schüler zu erhöhen, werden verschiedene Maßnahmen ergriffen. Hierzu gehören gemeinsame Rituale oder Klassenpartnerschaften. Den Schülern soll gelehrt werden, ihr eigene Meinung zu bilden und zu vertreten. Ferner nimmt die Einrichtung am Pilotprojekt „Inklusive Grundschule“ teil. Schüler mit Dyskalkulie und anderen Lernstörungen sowie besonders leistungsstarke Schüler werden gesondert gefördert.
Die Schule ist seit 2018 Teilnehmer des Erasmus-Programms.